# Saisombun
Saisombun (Laotiaans: ໄຊສົມບູນ) was een gebied in Laos dat onder direct bestuur stond van het leger. Het gebied besloeg de oostelijke helft van de provincie Vientiane en het zuidwestelijke deel van de provincie Xieng Khuang. Dit gebied was ooit het hartland van de Hmong opstandelingen. Volgens rapporten  wordt er in dit gebied nog steeds een beperkte guerrilla gevochten. Ook worden er, tot in 2003 aan toe, overvallen op bussen gepleegd.
Op 14 september 2004 toonde Amnesty International een film in Bangkok waarop de lichamen van vijf kinderen te zien zijn die tussen de 12 en 16 jaar zouden zijn. De kinderen zijn mishandeld en de vier meisjes zouden verkracht zijn. De filmopnamen zouden zijn gemaakt na een aanval van het Laotiaanse leger op een dorp met Hmong opstandelingen. De 5 kinderen zouden op zoek zijn geweest naar voedsel.
In 2006 is het gebied weer opgeheven en verdeeld over Vientiane en Xieng Khuang.